# The Mo'Nique Show
The Mo'Nique Show é um Talk show americano apresentado por Mo'Nique atriz e comediante. Foi ao ar na BET, a série começou a 05 de outubro de 2009. O show da segunda e última temporada estreia na segunda-feira, 4 de outubro, 2010.
Em 18 de julho de 2011, a BET cancelou o show após duas temporadas no ar.

## Pontuações
O episódio de estréia atraiu mais de 1,5 milhões de espectadores, 850 mil dos quais se dizia entre 18-49.

## Crítica
Mo'Nique foi criticado por excesso de gritar no show. Steve Harvey sequer mencionado isso para Mo'Nique no show e comentou sobre o assunto durante seu programa de rádio.

## Prêmios e nomiações
NAACP Image Award
- 2010 Award for Outstanding Talk Series
- 2011 Nomination for Outstanding Talk Series